# 哈米德·卡普兰
哈米德·卡普兰（土耳其語：Hamit Kaplan，1934年9月20日—1976年1月5日），土耳其男子摔跤运动员。他曾代表土耳其参加1956年、1960年和1964年夏季奥林匹克运动会摔跤比赛，获得一枚金牌、一枚银牌和一枚铜牌。